# Fondation Pierre-Deniker
 (février 2018).
La fondation Pierre-Deniker pour la recherche et la prévention en santé mentale est une fondation française reconnue d’utilité publique créée en 2007 par Jean-Pierre Olié et Henri Lôo pour soutenir des programmes de recherche pour améliorer les connaissances et développer les synergies pluridisciplinaires entre équipes de recherche, mettre à la disposition des citoyens des outils d’information et de prévention, aider la société à modifier son regard sur les troubles mentaux.

## Origine de la fondation

### Historique
C’est en 1952 que les professeurs Pierre Deniker et Jean Delay prescrivent pour la première fois la chlorpromazine à des personnes atteintes de troubles psychotiques sévères. Cette molécule d’abord utilisée comme anesthésiant se révèle efficace pour calmer les crises des patients gravement malades, leur permettant ainsi d’accéder à la psychothérapie. C’est ainsi que naît la pharmacopsychiatrie et la philosophie de l’École Sainte-Anne qui place l’individu et son bien-être au centre des préoccupations des soignants. Très vite cette approche novatrice de la psychiatrie est adoptée dans le monde entier, les médecins recherchent dès lors les causes physiopathologiques de la maladie mentale ce qui conduit à une innovation rapide dans le domaine de la psychiatrie.

### Création de la fondation
La fondation est créée en 2007 et elle est reconnue d’utilité publique.

## Missions de la fondation
Elle s'est fixé trois missions  :
- Soutenir et aider la recherche, notamment en lançant chaque année un appel à projets pour l’attribution de prix, de bourses et d’allocations de recherche. Un conseil scientifique international composé de chercheurs, de psychiatres et de psychologues indépendants valide les qualités scientifiques des programmes retenus ;
- Mettre en place des programmes de préventions, de sensibilisation et de destigmatisation de la santé mentale à destination du grand public ;
- Financer des programmes visant à améliorer les connaissances et les pratiques thérapeutiques dans le domaine de la psychiatrie. Faire partager ces connaissances à l’ensemble de la communauté scientifique et des praticiens.

## Les initiatives soutenues par la fondation

### Des programmes scientifiques
- Le programme « DBS and depression »  étudie l’utilisation de la stimulation cérébrale profonde (SCP) afin de traiter les dépressions sévères résistantes aux antidépresseurs.
- Le programme ICAAR vise à identifier les manifestations prédicatrices des troubles psychocomportementaux invalidants chez les adolescents et les jeunes adultes.
- Le projet MHASC est une application sur tablette permettant d’identifier les hallucinations chez les jeunes enfants.
- Le C3RP, Centre référent de remédiation cognitive développe des thérapies de réhabilitations psychosociales basées sur la pratique du sport et de jeux de rôles afin d’aider les patients à mieux comprendre et interagir avec le monde qui les entoure pour une meilleure inclusion dans la société. L’Institut de Psychiatrie, créé en 2012, a pour mission de promouvoir et de soutenir des projets de recherche collaboratifs internationaux.

### Des programmes d’information et de soutien
- Le programme Profamille, venu du Québec, a pour but d’informer et de former les familles de patients atteints de schizophrénie. Mieux armées pour comprendre les situations difficiles auxquelles elles sont confrontées, elles sont plus aptes à les gérer.
- Le programme Filharmonie est une initiative de la fondation pour conseiller les éducateurs confrontés aux troubles des adolescents. C’est un dispositif d’écoute téléphonique par des cliniciens destiné aux professionnels de l’Éducation nationale pour les classes de 3e et de lycée.

### Des associations de patients et de proches de patients
- France dépression
- Schizo-Oui
- PromesseS